# فلسفه تکنولوژی
فلسفهٔ تکنولوژی (Philosophy of technology) عبارت است از؛ تأمل و تفکر فلسفی در باب چیستی و حقیقت تکنولوژی. به بیان دیگر فلسفه تکنولوژی خواهان اندیشیدن و پاسخگویی به این پرسش است که تکنولوژی چیست و چه ماهیتی دارد. فلسفه تکنولوژی عبارت است از توسعه دادن علم و پژوهش کردن دربارهٔ آن.
فلسفه تکنولوژی قلمرویی در فلسفه است که به معنا، اهمیت، ویژگی و عوارض و اثرات تکنولوژی می‌پردازد. ضرورت تفکر فلسفی و عقلانی راجع به پیشگیری از تأثیرات سوء تکنولوژی و کنترل آن نمایان می‌گردد. تفکر فلسفی در باب تکنولوژی، خود پیشرفت مهمی در ظرفیت‌های تکنولوژی است، که ضرورت تفکر فلسفی در مورد آن را توجیه می‌کند.

## تاریخچه
اگرچه بحث از تکنولوژی در آثار قدیمی‌تر همچون آثار افلاطون به‌طور ضمنی مطرح شده است، اما تکنولوژی به خودی خود تا پیش از دوره معاصر هیچ‌گاه یک موضوع فلسفی به‌شمار نرفته بود. در قرن نوزدهم کارل مارکس و برخی دیگر به تولید و تکنولوژی علاقه‌مند شدند. این توجه پاسخی به اهمیت و توان تکنولوژی بود که در دوره انقلاب صنعتی خود را به خوبی نشان می‌داد.
مارتین هایدگر یکی از معدود فیلسوفانی است که به تکنولوژی به عنوان یک مسئله فلسفی نگریسته و نگاهی عمیقاً فیلسوفانه به موضوعی به ظاهر غیرفلسفی افکنده و آن را موضوع تفکر عمیق فلسفی (وجودی) قرار داده است. او یکی از نخستین متفکرانی است که در تکنولوژی (و روح حاکم بر آن) مسئله‌ای وجودی یافت و به بررسی شأن وجودی تکنولوژی، روح حاکم بر آن، ارتباط آن با حقیقت، ربط و نسبت آن با علم جدید و ماهیت و ذاتیات آن و غیره همت گماشت.
نظر هایدگر در باب تکنولوژی بخشی از پروژه عام او در باب تاریخ وجود است. وجود نه همانند ایده افلاطونی یا موناد لایب‌نیتزی، بلکه همچون یک حادثه زمان مند؛ همچون به ظهور آمدن خود وجود؛ لذا پرسش از تکنولوژی به نزد هایدگر صرفاً یک حوزه موجود بین تلاش یا تحقیق بشری، در کنار دیگر حوزه‌ها نیست بلکه این پرسش در مرکز پروژه وجود شناختی او قرار دارد و به همین دلیل مستلزم پرسش پدیدار شناختی بنیادین در باب ماهیت آن است. (اینترونا، ۱۳۸۴)

## ذات و ماهیت تکنولوژی
پرسش اساسی هایدگر در بحث پرسش از تکنولوژی، سؤال از ذات یا ماهیت تکنولوژی است. آن امری که گاهی در طول این بحث از آن به عنوان روح حاکم بر تکنولوژی یاد می‌شود.
او با گفتن این سخن که «ماهیت تکنولوژی هم، به هیچ وجه، امری تکنولوژیک نیست» سعی می‌کند تا ماهیت تکنولوژی را از مصادیق و ظواهر آن تفکیک نماید او در این درس - گفتار خود - به تبیین رابطه تکنولوژی با حقیقت پرداخته و آن را «نحوه‌ای از انکشاف حقیقت» می‌شمارد، انکشافی تعرض‌آمیز که به موجب آن نگاه انسان به عالم و آدم عوض شده و همه چیز برای او در قالب یک «منبع ذخیره» آشکار می‌شود، منبع ذخیره‌ای که آماده تصرف و ذخیره شدن است. به گفته هایدگر: «اکنون هوا مورد تعرض قرار می‌گیرد تا نیتروژن خود را عرضه کند، زمین مورد تعرض قرار می‌گیرد تا مواد معدنی خود را عرضه کند، مواد معدنی هم به عنوان منبع اورانیم مورد تعرض قرار می‌گیرند و اورانیم هم به عنوان منبع انرژی»